# Tarasivka, Novoarhanhelsk
Tarasivka (în ucraineană Тарасівка) este un sat în comuna Pokotîlove din raionul Novoarhanhelsk, regiunea Kirovohrad, Ucraina.

## Demografie
Componența lingvistică a localității Tarasivka
     Ucraineană (95,93%)
     Română (2,44%)
     Rusă (1,63%)
Conform recensământului din 2001, majoritatea populației localității Tarasivka era vorbitoare de ucraineană (95,93%), existând în minoritate și vorbitori de română (2,44%) și rusă (1,63%).